# 이안묵
이안묵(李安默, 1756년 ~ 1804년)은 조선 후기의 문신이자 벽파(僻派)의 핵심인물로 덕흥대원군의 7대손이며, 종실 금평군 이제(錦平君 李濟)의 현손이다.

## 생애
조선후기의 문신으로 본관은 전주, 휘는 안묵(安默), 자는 후오(厚吾)이다. 덕흥대원군의 7대손이며, 선조의 백형 하원군의 8남 종실 진성군 이해령(珍城君 李海齡)의 5대손이고, 종실 금평군 이제(錦平君 李濟)의 현손이며, 증 예조판서 이하술(李河述)의 손자이다. 아버지는 동지중추부사(同知中樞府事) 이방수(李邦壽)이고, 어머니는 은진인(恩津人) 송상단(宋相湍)의 딸로 정부인 은진송씨(貞夫人 恩津宋氏)이다.
동지 이방수의 2남으로 1756년(영조 32) 탄생하였다. 1780년(정조 4) 식년시(式年試) 생원(生員)에 급제하였고, 1787년(정조 11) 1월 11일 정조가 희정당(熙政堂)에 나아가 도기유생(到記儒生)의 강경(講經)과 제술(製述)을 시험하였을 때 제술에서 수석을 차지하여 직부전시(直赴殿試)하게 되었다.
1790년(정조 14) 증광시(增廣試) 병과(丙科)에 급제하여 권지승문원 부정자(權知承文院副正字)을 역임하고, 1793년(정조 17) 3월 7일 기린찰방(麒麟察訪)을 거쳐 이해 6월 25일 충청도사(忠淸都事)에 제수되었다.
1795년(정조 19) 2월 2일 병조정랑(兵曹正郞)을 역임하고, 이해 6월 9일 정언(正言)에 제수되고, 이해 6월 17일 부사과(副司果)를 거쳐 이해 6월 23일 지평(持平)을 역임하고, 이해 8월 9일 이조정랑(吏曹正郞)을 거쳐 이해 9월 29일 다시 정언(正言)에 제수되었고, 이해 10월 6일 사학(邪學)의 폐단으로 인해 경기도관찰사 서유방(徐有防)과 한성부 판윤 서유린(徐有隣) 형제의 죄상에 관한 상소를 올려 조정에 큰 파문이 되어 폐고(廢錮)되었다.
1797년(정조 21) 4월 1일 우의정 이병모(李秉模)가 상소하여 다시 서용할 것을 주청하여 우의정 이병모와 여러 날 논의 끝에 이해 4월 16일 용서해주고,다시 서용하여 이해 12월 20일 대동찰방(大同察訪)에 제수되었다.
1800년(정조 24) 장단부사과(長湍副司果)을 거쳐 1800년(순조 즉위년) 지평(持平)에 제수되고, 부사직(副司直)을 거쳐 이해 8월 13일 다시 지평(持平)에 제수되고, 이해 9월 15일 이조정랑(吏曹正郞)을 거쳐 이해10월 27일 장령(掌令)에 제수되고, 이해 12월 23일(음력 11월 8일) 수원유수(水原留守) 서유린(徐有隣) 형제에 대해 다시 상소를 올리고 사직하였다. 이해 12월 29일 다시 장령(掌令)에 제수되었다.
1801년(순조 1) 1월 6일 홍낙임을 탄핵하는 한편 고 판서 김한기(金漢耆)의 유소(遺疏) 등에 관해 상소하였다. 이해 부사직(副司直)을 거쳐 이해 1월 24일 전라도사(全羅都事)를 역임하고, 이해 2월 7일 사복정(司僕正)을 거쳐 이해 3월 3일 다시 장령(掌令)에 제수되고, 이해 3월 6일 문사낭청(問事郞廳)을 거쳐 이해 5월 23일 다시 사복정(司僕正)에 제수되고, 이해 7월 22일 강진현감(康津縣監)을 역임하고, 이해 7월 27일 삼방낭청(三房郞廳)을 역임하였다.
1804년 4월 16일 강진현감으로 재직 중 도계(道啓)에서 그의 탐욕스럽고 비루한 정상을 나열하였다 하여 형신(刑訊)하고 경상도 남해현(南海縣) 절도(絶島)에 감사정배(減死定配)하였다. 여기에 가족 및 친족들도 연좌되어 정배되었다.
이해 8월 8일 권유(權裕)가 소초(疏草)를 보내 보여 주었을 때 '잘 지었다.'고 답하였고, 상소가 나온 뒤에는 권유를 찾아가 보고 난만하게 수작하여 '삼간택(三揀擇)은 하지 않는다.[三揀不爲]'는 네 글자의 흉언을 입으로 발설하였다는 대역부도(大逆不道) 정법(正法)에 붙여 시파(時派) 일당에게 향년 49세로 사사되었다.
1864년(고종 1) 7월 신원 및 관작이 회복되었다. 문장에 능통하였으며, 글씨를 잘썼다.

## 가족관계
- 조부 : 이하술(李河述, 1701년 - 1777년)
- 아버지 : 이방수(李邦壽, 1730년 - ?년)
- 어머니 : 정부인 은진송씨(貞夫人 恩津宋氏), 은진인(恩津人) 송상단(宋相湍)의 딸.
  - 동복형 : 이천묵(李天默, 1752년 - 1809년)
  - 동복동생 : 이인묵(李寅默, 1761년 - 1802년)
- 부인 : 공인 안동권씨(恭人 安東權氏), 안동인(安東人) 권위(權偉)의 딸.
  - 아들 : 이증윤(李曾胤)
- 1후실 : 명개(明介)
- 2후실 : 일랑(日娘)
  - 딸 : 이아(李兒)

## 참고 문헌
- 춘추관 관원들 (1838). 《순조실록》.